# Joanne McTaggart
Joanne McTaggart (* 29. November 1954 in Regina, Saskatchewan) ist eine ehemalige kanadische Sprinterin.
1975 siegte sie bei den Panamerikanischen Spielen in Mexiko-Stadt in der 4-mal-400-Meter-Staffel und gewann Bronze in der 4-mal-100-Meter-Staffel.
Bei den Olympischen Spielen 1976 in Montreal erreichte sie über 200 m das Viertelfinale und wurde mit der kanadischen 4-mal-100-Meter-Stafette Vierte.

## Persönliche Bestzeiten
- 100 m: 11,66 s, 11. August 1975, Regina
- 200 m: 22,8 s, 1976